# Lébombi-Léyou
Lébombi-Léyou è un dipartimento della provincia di Haut-Ogooué, in Gabon, che ha come capoluogo Moanda.